# アウトサイダー (短編)
『アウトサイダー』(英語: The Outsider) は、ハワード・フィリップス・ラヴクラフトの短編小説である。1921年に執筆され、『ウィアード・テイルズ』1926年4月号に掲載された。
本作はラヴクラフトの代表作のひとつと捉えられ、また初期の最高傑作のひとつとも評され、多くの作品集に収録された。

## あらすじ
主人公は、自分は物心ついて以来、長い年月を薄暗く古い陰鬱な城で過ごした孤独な人物であると語る。その城は背の高い樹海に遮られて全く光がさすことがなく、城にはそれらの樹木よりも高い塔がひとつだけあるのだが、ところどころ崩れ落ちており登ることは出来そうになかった。
主人公は昔のことは曖昧にしか覚えておらず、幼少期に高齢の男性に育てられていたような印象はあるものの、その後は人に会うことも人と話すこともなく、あらゆる事柄を城内の書棚にあるたくさんの書物から学んだ。そして城には鏡もなく、自分の姿を見たこともなかった。
彼は城から外出し、暗い森の中で一人、外の世界で楽しく暮らすことを夢想したこともあった。しかし城から遠ざかるにつれて森の暗さは増し、恐怖を感じて城に引き返すのであった。
あるとき主人公は、城にある高い塔を登り陽の光を見てみたいと考えた。暗闇の中、崩れかけた塔の中を必死によじ登り、ついに彼は天井のような所へたどり着く。天井を探って、落し蓋のような平板を押し上げ、彼は展望台のような空間に出ることができた。しかしその部屋にも窓は全くなく、石造りの棚に棺桶のような不気味な箱が並び、外に通じる扉がひとつあった。
主人公が扉を押し開けると、更に上に向かう石造りの階段があり、そこには月明かりが差し込んでいた。喜んだ彼が階段を登り始めると月が雲に隠れ、あたりはまた暗闇となった。手探りで階段を登り終えた彼は、そこに鉄格子の扉があることに気付くが、暗闇の中では転落の危険もあると考え、月が出るのを待った。
程なく月明かりがあたりを照らしたが、彼が目にしたものは全く想像もしていないものだった。彼は天空の高みから眼下に広がる景色が見えると考えていたのだが、実際に見たものは、教会の中庭のような場所に地下の小部屋から出てきたといったような光景だったのである。
不思議に思いながら歩き出すと、見覚えのある、彼自身の住む城が目の前に現れた。しかしその城の窓からは光が漏れ、中では大勢の人々が楽しんでいる様子であった。
彼が城の中に入るとあたりは阿鼻叫喚の騒ぎとなった。彼の姿を見たものは悲鳴をあげ、我先に逃げようとしていたのである。彼が回りを見渡すと、隣の部屋に通じると見られる通路のような場所から、不気味な怪物がこちらを覗いていた。怪物はぼろぼろの服を身にまとい、顔の肉も腐って崩れかけている有様であったが、かつては人間だったものの様であった。
主人公は怪物の姿の凄まじさによろめき、手を伸ばしたときにその怪物と手が触れ合ってしまった。彼は城を出て教会の中庭に戻り、石の階段を下って先程の小部屋に帰った。彼は自分が招かれざるもの、アウトサイダーであると知ったのである。あのとき、よろめいた彼の手に触れたものは、怪物の手などではなく、冷たく平らなガラスの表面だったのである。

## 背景・その他
- ラヴクラフトは本作をふり返って、彼の作品の中でも最もポーの作風に似ているものであると語っている[4]。またオーガスト・ダーレスは本作を評して、「ポーの未発表作品と言われても疑うものはいないだろう」としている[2]。
- 本作の内容については様々な解釈がなされている。最もシンプルに解釈すれば、かつて城に住んでいてその後死亡し埋葬された人物（主人公）が、何かの理由でゾンビのように蘇り墓から抜け出して城を訪れ、鏡に映った自分の姿を見て墓に戻る、というストーリーと考えられるが、全編を通じて語られる主人公の孤独感がラヴクラフト自身の心象風景を表現した一種の自伝的小説でもある、という考え方もされている。ラヴクラフト自身、「自分は常にアウトサイダーである」と語っており、アウトサイダーというフレーズを気に入っていた[5]。
- 本作に影響を与えた可能性のある作品としてナサニエル・ホーソーンの『ある孤独な男の日記より』、エドガー・アラン・ポーの『ベレニス（英語版）』、『赤死病の仮面』などが挙げられている[5][2]。
- 結末付近にネフレン＝カという人物への言及があり、そのためクトゥルフ神話である[6]。ニトクリスへの言及もある。ネフレン＝カは後年のクトゥルフ神話作品『闇をさまようもの』で再び言及される。
- ラヴクラフトの没後、1939年にアーカムハウスから刊行されたラヴクラフト作品集『アウトサイダーその他（英語版）』の表題作となっている。作品36編とエッセイ『文学における超自然の恐怖』を収録し、装幀はヴァージル・フィンレイが担当した[7]。この本は、オーガスト・ダーレスのクトゥルフ神話作品において、ラヴクラフトの唯一の著書として、いわくつきの魔道書さながらの扱いで言及される[8][9]。ダーレス神話では、ラヴクラフトを旧支配者の脅威を小説の形で人類に警告する予言者として位置付けており、彼の著書がアイテムとして使用されている。
- コリン・ウィルソンは『夢見る力―文学と想像力』の中で、本作とオスカー・ワイルドの『王女の誕生日』の類似するシーン（登場人物が、鏡に映った自分の醜い姿を見出す）について言及している[5]。
- ジョアンナ・ラスは本作をラヴクラフトの最高傑作のひとつと評し、"詩的に憂鬱である"と述べている[10]。
- TVシリーズ『サブリナ: ダーク・アドベンチャー』シーズン4エピソード2「招かれざる者」では、本作のアウトサイダーが悪役として登場する。

## 収録
- 国書刊行会『定本ラヴクラフト全集1』矢野浩三郎監訳／平井呈一訳 『アウトサイダー』
- 角川ホラー文庫『ラヴクラフト恐怖の宇宙史』荒俣宏訳 『アウトサイダー』
- 創元推理文庫『ラヴクラフト全集3』大瀧啓裕訳 『アウトサイダー』
- 新潮文庫『アウトサイダー クトゥルー神話傑作選』南條竹則訳 『アウトサイダー』